# ردوی (کالیفرنیا)
ردوی (به انگلیسی: Redway) یک منطقهٔ مسکونی در ایالات متحده آمریکا است که در شهرستان هامبولت، کالیفرنیا واقع شده‌است. ردوی ۳٫۲۹۵ کیلومتر مربع مساحت و ۱٬۲۲۵ نفر جمعیت دارد و ۱۶۴ متر بالاتر از سطح دریا واقع شده‌است.